# Punizione di un cacciatore
La punizione di un cacciatore (in russo Наказание охотника?, Nakazanie ochotinka) è un dipinto a olio su tavola del pittore olandese Paulus Potter, con aiuti di Cornelis van Poelenburch, realizzato nel 1647 circa e oggi conservato al museo dell'Ermitage di San Pietroburgo.

## Descrizione

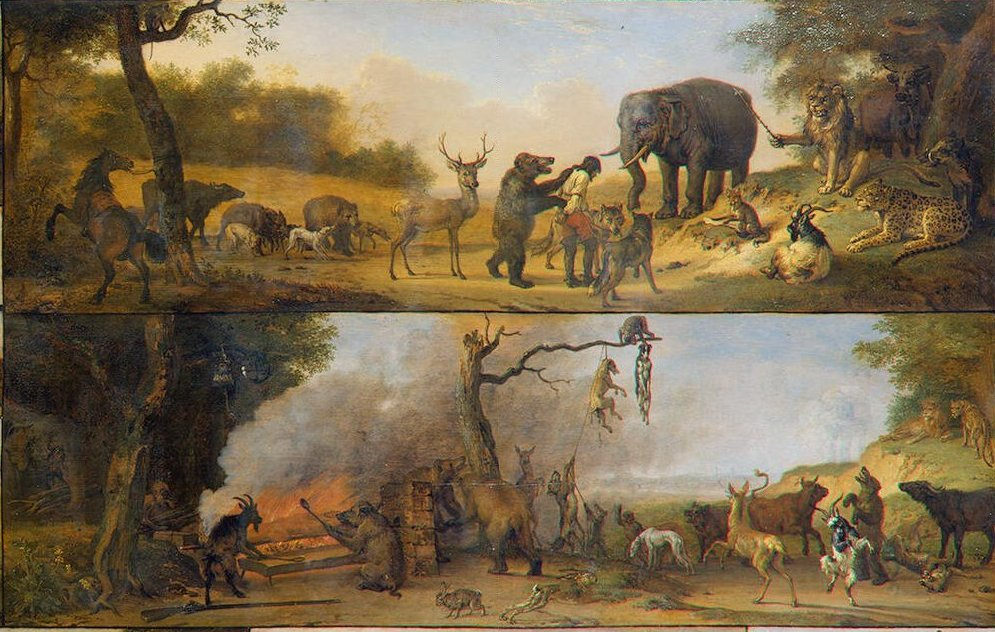
Le due scene principali.

Il dipinto è diviso in quattordici riquadri, due più grandi al centro e altri dodici ai lati. I dodici riquadri ai lati mostrano varie scene di caccia, con dei cacciatori che osservano gli animali che cadono nelle trappole o dei segugi che azzannano le fiere. In alto a sinistra e a destra, rispettivamente, sono raffigurate la visione di Sant'Eustachio (o Sant'Uberto) e la storia di Diana e Atteone: nella prima scena, il cacciatore ha la visione di un crocifisso tra le corna di un cervo e questo lo spinge a convertirsi al cristianesimo; nella seconda, il cacciatore Atteone viene trasformato in un cervo per aver visto la dea Diana che si faceva il bagno e finirà sbranato dai suoi stessi cani. Il predatore diviene così la preda, come avviene nelle due scene principali.
Come in un mondo alla rovescia, il cacciatore viene catturato, legato e sospinto davanti a un tribunale del mondo animale. Anche i suoi cani vengono condotti presso questo tribunale nel quale un leone alza una verga con la zampa e una volpe stringe un foglio di carta, sul quale potrebbero essere scritti i crimini commessi dall'uomo. La scena sottostante raffigura la fine del cacciatore, arrostito allo spiedo da un cinghiale e un caprone (con tanto di mestoli), e dei suoi cani da caccia, impiccati a un albero, mentre tutt'attorno gli animali ballano e festeggiano. Il dipinto può essere considerato una satira sull'intero mondo della caccia.

## Curiosità
Lo scrittore inglese Lewis Carroll vide l'opera durante un viaggio a San Pietroburgo e scrisse nel suo diario che si trattava di un "capolavoro".